# Liolaemus pictus
Liolaemus pictus is een hagedis uit de familie Liolaemidae.

## Naam en indeling
De wetenschappelijke naam van de soort werd voor het eerst voorgesteld door André Marie Constant Duméril in 1837. Oorspronkelijk werd de wetenschappelijke naam Proctotretus pictus gebruikt. Lange tijd werd de familie als onderfamilie van de kielstaartleguanen (Tropiduridae) beschouwd.

### Ondersoorten
Er worden zes verschillende ondersoorten erkend, inclusief de pas in 2005 beschreven ondersoort Liolaemus pictus codoceae, die in veel literatuur nog niet wordt vermeld.
| Naam                         | Auteur                         | Typelocatie                         |
| ---------------------------- | ------------------------------ | ----------------------------------- |
| Liolaemus pictus argentinus  | Müller & Hellmich, 1939        | Argentinië                          |
| Liolaemus pictus chiloeensis | Müller & Hellmich, 1939        | Chili (Chiloé Island)               |
| Liolaemus pictus codoceae    | Pincheira-Donoso & Nunez, 2005 | Chili (Guafo Island)                |
| Liolaemus pictus major       | Boulenger, 1885                | ?                                   |
| Liolaemus pictus pictus      | Duméril & Biron, 1837          | De rest van het verspreidingsgebied |
| Liolaemus pictus talcanensis | Urbina & Zuñiga, 1977          | Chili (Isla Talcán)                 |

## Uiterlijke kenmerken
Liolaemus pictus bereikt een lichaamslengte van 18 centimeter inclusief de staart. De hagedis is te herkennen aan de wat brede kop, korte staart en een bruine kleur met op de rug rijen vlekjes die bij de vrouwtjes enigszins geblokt zijn, en donkerbruine flanken. De mannetjes hebben wat fellere kleuren in de paartijd, de flanken worden blauw tot groen, maar sommige ondersoorten kleuren oranje met blauwe accenten. Een echte verandering van tekening en algehele kleur vindt echter niet plaats.

## Levenswijze
Deze soort wordt vaak in terraria gehouden en er is veel bekend over de levenswijze; de hagedis communiceert door met de kop te knikken zoals wel meer leguaanachtigen. Het is een kleine levendige hagedis die ook wel op de bodem leeft, maar over het algemeen op rotsachtige hellingen jaagt en snel over steile oppervlakken kan rennen. Op het menu staan kleine ongewervelden zoals insecten.

## Verspreiding en habitat

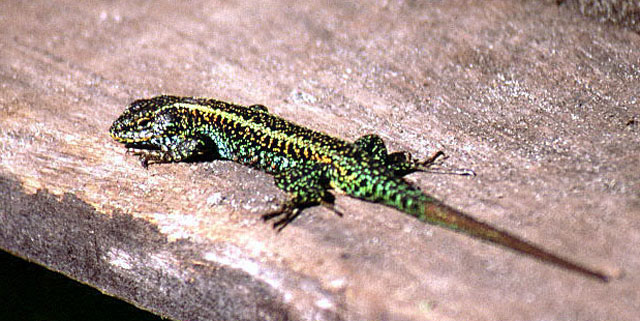
Exemplaar uit zuidwestelijk Chili.

Deze soort komt voor in delen van zuidelijk Zuid-Amerika en leeft in de landen Argentinië en Chili. De habitat bestaat uit hooggebergtes tot een hoogte van 3000 meter boven zeeniveau.

## Beschermingsstatus
Door de internationale natuurbeschermingsorganisatie IUCN is de beschermingsstatus 'veilig' toegewezen (Least Concern of LC).